# Українські барди
Українські барди — виконавці пісень (у тому числі власних) в жанрах «бардівської пісні», «співаної поезії» тощо. Виконання пісень ведеться переважно під акомпанемент шестиструнної гітари класичної форми або ж стилізованої під кобзу; зустрічаються і барди, що акомпанують собі на інших музичних інструментах: фортепіано (Сергій Шишкін), ліра й кобза (Едуард Драч) тощо.
Українські барди здебільшого не ототожнюють себе з російським бардівським рухом, проте існує прошарок бардів, котрі вважаються водночас українськими та російськими.
Багато українських бардів виступають проти використання назви «барди» та воліють називатися «співцями», «кобзарями» чи просто «виконавцями». Основні мотивації цього такі: слово «бард» не є питомо українським; термін «бард» здебільшого асоціюється саме з російськими (російськомовними) виконавцями. Дехто з українських бардів навіть вдався до інших крайнощів, іменуючи себе іншим словом іноземного походження — «кантором» (Кость Павляк), проводячи асоціації з традиціями латиноамериканських виконавців періоду визвольної антиамериканської боротьби (наприклад, Віктор Хара у фільмі Діна Ріда «Ель Кантор»).
Хоча окремі митці творили самодіяльну українську пісню ще наприкінці 1960-х — на початку 1970-х років (Олександр Ігнатуша), проте рух українських бардів як явище сформувався наприкінці 80-х років 20 століття. Організаційне оформлення жанру відбулося під час перших фестивалів авторської пісні «Оберіг» та «Червона рута». Багато хто з українських бардів «першої хвилі» були двомовними та фактично двожанровими, якщо вважати російську бардівську пісню іншим жанром.
Українські барди «першої хвилі», як правило, брали активну участь у здобутті Україною незалежності. Фактично на перших фестивалях українських бардів Україна дізнавалася про свою справжню історію та свої справжні прапори. Найбільша суспільно-політична активність українських бардів припадає на 1989–1991 роки. Після проголошення Україною незалежності у 1991 році та приходу до влади колишньої партійної номенклатури робиться все, щоб знизити активність українських бардів, применшити їхню роль у політичному житті та звести на манівці.
Багато хто з українських бардів змінюють напрямки творчості, переходять до інших жанрів або у своїх піснях починають більше приділяти уваги ліричній та лірично-інтимній тематиці. Наприклад, Тризубий Стас у цей час пише фантастичну повість «Нічия земля». Марія Бурмака створює музичний гурт і фактично стає поп-виконавицею, хоча і власних пісень. Едуард Драч заглиблюється у вивчення і реставрацію лірництва та кобзарського мистецтва.
Наприкінці 90-х років з'являється друга хвиля українських бардів, котрі зросли як творчі особистості на творах бардів першої хвилі. Однак суспільно-політична ситуація в Україні на той час складається такою, що не сприяє написанню гостросоціальних пісень. Барди другої хвилі зосередилися на переспівуванні пісень бардів першої хвилі чи обробці народних, стрілецьких, повстанських та упівських пісень.
Бурхливе відродження оригінальної патріотичної бардівської пісні відбулося завдяки Євромайдану: на Київському Майдані співав Зеник, на Харківському — Микола Воловик та інші.
На фоні історичних подій в Україні відбувається активне відродження української співаної поезії, українські автори та виконавці власних пісень та співаної поезії об'єднуються з метою популяризації українського слова та виведення української співаної поезії з андеграунду. Так, у Рівному створено клуб авторської пісні та співаної поезії "BACKinБАРД", ініціатором створення якого виступила письменниця, перекладач, бард Валентина Люліч. 
В
Цю хвилю підтримали інші регіони України, зокрема Львів, де за ініціативи Оксани Чухліб місцеві барди також об'єдналися у клуб. Вже у травні 2021 року за ініціативи Валентини Люліч та голови спілки Андрія Пастушенка при Рівненському обласному відділенні Національної всеукраїнської музичної спілки вперше в Україні створено Асоціацію діячів авторської пісні та співаної поезії. Таким чином, такий жанр як українська авторська пісня та співана поезія практично легалізовано на національному рівні серед інших мистецьких жанрів. Головою асоціації обрано Валентину Люліч. Членство у Національній всеукраїнській музичної спілці отримали Валентина Люліч, Валерій Марченко, Лідія Гольонко, Наталія Павелко, Микола Тимчак.
Цього ж року за ініціативи Валентини Люліч в об'єднанні з іншими авторами-виконавцями створено Український клуб авторської пісні та співаної поезії, який вона очолила.
Вже у 2021 році до ювілейної річниці Незалежності України у місті Рівному відбувся фестиваль сучасної української авторської пісні та співаної поезії "СЛОВОСПІВ", у якому взяли участь відомі українські автори-виконавці, зокрема: Едуард Драч, Наталка Криничанка, Дмитро Лінартович, Микола Тимчак, Олександр Смик та багато інших. Ідейною натхненницею фестивалю та співзасновником виступила Валентина Люліч. Віднині до української авторської пісні та співаної поезії активно використовується термін "словоспів". З метою продовження традиції та розвитку української авторської пісні та співаної поезії останньою створено хіт-парад авторської пісні "СЛОВОСПІВ", ведучою якого вона є.